# Casa Morey
La Casa Morey es un edificio histórico construido entre los años 1910 - 1913, en la Ciudad de Iquitos por el barón del caucho, Luis Felipe Morey. Perteneció a su hermano, también barón del caucho, Don Adolfo Morey Arias casado con Dña.Estefania Peña. Aquí vivieron con sus catorce hijos, varios de los cuales fueron educados en Europa. El fastuoso complejo arquitectónico está destacada por una personalidad única. Está conformado por dos plantas, con los ventanales resguardados por finas rejas de hierro forjado, se encuentra al frente de la plaza Ramón Castilla y Marquesado de la cual forma parte como circuito turístico.